# ماينارد جيمس كينان
ماينارد جيمس كينان (بالإنجليزية: Maynard James Keenan)‏ هو مغني وموسيقي ومنتج أسطوانات وملحن أمريكي، ولد في 17 أبريل 1964 في رافينا في الولايات المتحدة.

## وصلات خارجية
- الموقع الرسمي
- ماينارد جيمس كينان على موقع IMDb (الإنجليزية)
- ماينارد جيمس كينان على موقع روتن توميتوز (الإنجليزية)
- ماينارد جيمس كينان على موقع ميوزك برينز (الإنجليزية)
- ماينارد جيمس كينان على موقع رولينغ ستون (الإنجليزية)
- ماينارد جيمس كينان على موقع إن إن دي بي (الإنجليزية)
- ماينارد جيمس كينان على موقع أول ميوزيك (الإنجليزية)
- ماينارد جيمس كينان على موقع ديسكوغز (الإنجليزية)
- ماينارد جيمس كينان على موقع قاعدة بيانات الفيلم (الإنجليزية)